# Гринберг, Роман Николаевич
Роман Николаевич Гринберг (2 ноября 1896, Москва — 25 декабря 1969, Нью-Йорк) — эмигрант «первой волны», русско-американский коммерсант, редактор и издатель.

## Биография
Родился в семье присяжного поверенного Николая Абрамовича Гринберга (1866—1919) и Фанни Исаевна, урождённая Биркган или Биркхан. Николай Гринберг окончил Киевский университет Св. Владимира и с 19 февраля 1903 года служил присяжным поверенным Московской судебной палаты. Он был другом детства философа Льва Шестова.
10 сентября 1900 года Романа крестили в евангелическо-лютеранском соборе святых Петра и Павла в Москве. Его отец Николай Абрамович также принадлежал евангелическо-лютеранской церкви, а мать была англиканского исповедания. В 1907 году Роман  поступил в частную мужскую гимназию П. Н. Страхова, и в 1915 году благополучно её окончил, после чего был принят на историко-филологический факультет Московского университета.
Учёба в университете не проходила гладко. 30 июня 1917 года, после двух лет обучения  на историко-филологическом факультете, Гринберг подал прошение об отчислении из студентов. Как предполагают биографы, он пытался поступить в Александровское военное училище, но не был принят. И 5-го июля того же года вновь подал прошение на этот раз о восстановлении в списке студентов того же факультета. Его восстановили, но через два месяца, 5 сентября 1917 года, по его просьбе перевели на юридический факультет. В университете познакомился с Романом Якобсоном (утверждение, что они однокурсники требует уточнения, так как Якобсон поступил в Университет на год раньше).
24 сентября 1919 года Гринберг, будучи сотрудником посольства (какого не сказано),  был арестован МЧК по политическим мотивам. 17 ноября следственное дело прекращено. 21 ноября 1919 года решением постановления коллегии МЧК от 17.11.19 освобождён из заключения. В один день с Романом были арестованы его отец и мать, все значились служащими посольства и проходили по одному делу. Николай Абрамович был выпущен из тюрьмы в тот же день, что и Роман (о матери таких сведений нет). Николай Абрамович Гринберг вскоре после освобождения из тюрьмы скончался

Восьмикомнатная квартира Гринбергов (№ 4) находилась в Водопьяном переулке в бывшем доме Баскакина № 3/29 (угол с Мясницкой, снесён в 1970 году). В сентябре 1920-го Гринбергов "уплотнили" за счет семьи сотрудника ЧК Осипа Брика и его жены Лили Брик. Вместе с ними переехал Маяковский. Всего Брики занимали 4 комнаты: две сами Брики, одну маленькую ("людскую") занимала их домработница Аннушка и в ещё одной с выбитым стеклом жил поросенок Аннушки. В 1921 году в квартиру въехала семья сестры Фанни Исаевны: Лидия Исаевна, её муж Александр Лазаревич Блюменталь и их три дочери. Вот как младшая из дочерей Мери Блюменталь (в будущем Талова) кратко описывает взаимоотношения своего двоюродного брата с компанией Бриков и Маяковского: 
Ночами играли в карты — с ними играл и Роман Гринберг <...> Иногда быстро возвращался назад — если он проигрывал, его выставляли. Конечно, он ходил туда не только ради карт — он очень любил стихи, и ему с ними было просто интересно.
В письме из Риги в Москву, приблизительно датируемом началом января 1922 года, со свойственной той эпохе простотой Лиля Брик писала:
Осик и Володик, <...> Такие микробы как Боба [домашнее имя Романа Гринберга] и дамы типа Юлии Григорьевны, так же как и клопы в стенах — должны быть радикально истреблены
В начале 1922 года Роман Гринберг уже жил в Берлине и встречался там Борисом Пильняком (Пильняк в своем очерке "Заграница", завершённом 9 апреля 1922 года, причислял Гринберга к "общественным деятелям", которых можно встретить на открытом вечере в берлинском Доме искусств под председательством Н. М. Минского).  В 1926–1929 жил в Италии:125. Позднее постоянно жил в Париже, до этого бывая там наездами. Так в феврале 1926 года мы находим имя Романа Гринберга среди членов-учредителей Клуба еврейских писателей и художников в Париже:126.  В 1939 году Гринберг в Париже брал у Владимира Набокова уроки английского языка. Позднее с ним тесно общался и вплоть до грандиозного коммерческого успеха «Лолиты» оказывал ему материальную помощь. В 1940-м году смог выехать из Франции в США, где обосновался в Нью-Йорке. Занимался коммерцией, и одновременно редакторской и издательской деятельностью.
Был известным библиофилом и колленционером антиквариата. Ему посвящена ироническая строчка Александра Кондратьев:
Или лишь Грюнберг да Гессен Автографы Тэффи держать в своих лапах достойны?!
Один из основателей и редакторов журнала «Опыты» (Нью-Йорк, 1953-1954),  первые три номера которого реактировал вместе с В. Л. Пастуховым.  В 1960-1967 в Нью-Йорке стал единоличным редактором-издателем альманаха «Воздушные пути» (1960–1967; свет увидели пять выпусков:121. Опубликовал в нём неопубликованные произведения Ахматовой, Мандельштама, Бабеля и других. Публиковал свои статьи в «Новом журнале». В 1965 году встретился в Лондоне с А. А. Ахматовой.
Роман Гринберг с огромным уважением относился к Борису Пастернаку. По предложению Владимира Вейдле Гринберг дал пастернаковское название своему альманаху - "Воздушные пути". Многочисленные, резкокритические высказвания В. В. Набокова о романе "Доктор Живаго" он называл "анти-пастернаковской истерикой".
Вдова Романа, Софья Михайловна, передала в дар Колумбийскому университету русскую и французскую части его библиотеки объёмом 2100 томов, включая многочисленные прижизненные первые издания.

## Семья
- Жена (с 1926) — Софья Михайловна Гринберг, урождённая  Кадинская (1902–1980[1]), художница, автор обложек первых трёх номеров "Опытов"[42] и обложки "Воздушных путей"
  - Дочь  — умерла в Париже в 1930-х от менингита[1]:126.

## Публикации

### Статьи
- Эрге (Роман Гринберг). Неправда разума. «Новый Журнал», № 54, сент. 1958, стр. 248–256.
- И. Эрге. Читая «Поэму без героя» Анны Ахматовой
- Эрге [Гринберг Р.] Осип Мандельштам в советской печати // Новое русское слово. 1963. 3 февраля. (О стих. О. М. «Ариост» и «После полуночи сердце ворует...»)

### Переписка
- К истории альманаха «Воздушные пути»: переписка Р. Н. Гринберга и В. Ф. Маркова. Публикация, вступительная заметка и примечания Жоржа Шерона // Звезда, 2019, № 3
- Владимир Хазан. «Семь лет»: история издания. Переписка В. Варшавского с Р. Гринбергом // Новый Журнал, № 258, 2010
- Янгиров Р. Переписка между Гринбергом и Набоковым // Inmemoriam. С. 345-398; Диаспора. Вып. 1. С. 477-557.
- «…Поговорить с Вами долго и длинно и даже посплетничать…»: Переписка Г. В. Адамовича с Р. Н. Гринбергом (1953-1967) // «Если чудо вообще возможно за границей…»: Эпоха 1950-x гг. в переписке русских литераторов-эмигрантов. М., 2008. С. 355–422.
- Переписка Г. В. Адамовича с Р. Н. Гринбергом: 1953–1967 Публикация, подготовка текста и комментарии О. А. Коростелёва
- Гринберг Р. Н.  Письма Гингеру и Присмановой. В кн. Александр Гингер. Стихотворительное одержанье. Том II. Письма С. 120-131 https://imwerden.de/pdf/ginger_stikhotvoritelnoe_soderzhanie_tom2_2013__izd.pdf
- Корней Чуковский. Собрание сочинений в 15 томах. Том 15. Письма 1926-1969. Москва, ФТМ, 2013.
- «Я не понимаю, из чего сотворен его мир…» Владимир Набоков в переписке и дневниках современников. Составление, перевод, вступление и примечания Н. Мельникова // Иностр. литер., # 4, 2009 Письма Гринберга и других с упоминаниями В. В. Набокова.

### Рекомендуемые источники
- Дымерская-Цигельман Людмила. Альманах "Воздушные пути" и его издатель - редактор Роман Гринберг. // Евреи в культуре русского зарубежья. Т. 5: .1996. С. 135 - 152.
- Отмытый роман Пастернака: «Доктор Живаго» между КГБ
- Роман Гринберг и Роман Якобсон. Материалы к истории взаимоотношений. //  Роман Якобсон : тексты, док., исслед. = Roman Jakobson : text, documents, studies / [редкол.: Х. Баран (отв. ред.) и др.]. - М. : РГГУ, 1999. - XXIV, 916 с. С. 201-212
- https://www.liveinternet.ru/users/5876790/post475786359/
- Друзья, бабочки и монстры: Из переписки Владимира и Веры Набоковых с Романом Гринбергом (1943—1967). Вступ. ст., публ. и коммент. Р. Янгирова // Диаспора: Новые материалы. Париж — СПб.: Athenaeum-Феникс, 2001. Т. I. C. 477-556
- https://www.colta.ru/articles/literature/21637-rekviem-ahmatovoy-v-tamizdate-56-pisem#71
- https://voplit.ru/article/mandelshtamovskie-materialy-v-arhive-m-talova-publikatsiya-m-talovoj-pri-uchastii-a-chulkovoj-predislovie-i-kommentarii-l-vidgofa/ Мандельштамовские материалы в архиве М. Талова. Публикация М. Таловой при участии А. Чулковой, предисловие и комментарии Л. Видгофа
- https://kniga-online.com/books/dokumentalnye-knigi/biografii-i-memuary/page-103-309275-povsednevnaya-zhizn-sovetskoi-bogemy-ot%C2%A0lili-brik.html Васькин А. А. Повседневная жизнь советской богемы от Лили Брик до Галины Брежневой
- https://www.chukfamily.ru/kornei/bibliografiya/articles-bibliografiya/milaya-zagadochnaya-sonya-ili-istoriya-odnoj-mistifikacii-sonya-tuchinskaya Соня Тучинская «Милая, загадочная Соня», или История одной мистификации
- https://ivbunin.ru/index.php/biografiya/materialy-dlya-buninskoj-entsiklopedii Р. Дэвис, Е.Р. Пономарев Материалы для «Бунинской энциклопедии»
- Записки об Анне Ахматовой. 1963-1966 (о гонораре А. Ахматовой)

## Комментарии
1. ↑  Исследователь В. Хазан называет биографию Р. Н. Гринберга "айсберговой", то есть такой, у которой девять десятых всё ещё утоплены в архивах. Разночтения во всем, в том числе и в исключительно обстоятельной статье самого Хазана. О месте рождения Хазан пишет "по всей видимости, Киев; в младенческом возрасте перевезен в Москву"[1]:120-121, но в той же статье приведено письмо Романа Гринберга А. Ремизову, где сказано "уже в Москве, где я родился"[1]:123. Мы считаем правильным следовать словам самого Гринберга, пока с привлечением документов не будет доказано иное. С годом рождения также связаны разночтения. Приводимая в статье дата установлена П. А. Трибунским и основана на документах[1]:120. В литературе обычно ошибочно указывают 1893 или 1897 и иногда даже 1883.
2. ↑  О матери Гринберга, Фанни Исаевне, урождённой Биркган или Биркхан известно крайне мало. Она родом из Риги,  из семьи, которую её племянница Мери Блюменталь определяет "как смесь немецкой и еврейской кровей". Ф. И. Гринберг не эмигрировала и  вплоть до своей смерти, по-видимому, в Москве поддерживла отношения с Лилей Брик[3].
3. ↑  Распространённое мнение, что  Гринберг эмигрировал в Польшу в 1918 году[4], очевидно, ошибочно
4. ↑  По этому делу Р.Н., Н.А. и Ф.И. Гринберги реабилитированы решением Прокуратуры г. Москвы в один и тот же день, 11 июня 2003 г.[2][5][6]. По тому же делу П-58764 проходили:

  - Африкян Амогол Аракелович, хозяин кустарного магазина[7];
  - Барташевич Константин Игнатьевич,  служащий консульства Норвегии[8];
  - Вапп Пётр Каспарович, подданный Голландии, заместитель вице-консула Голландии[9];
  - Волков Степан Ефимович  (никаких дополнительных данных не сообщено[10]);
  - Гревемюль Анна Михайловна, домохозяйка[11];
  - Гревемюль Роберт Оттович, помощник секретаря в консульстве Норвегии[12];
  - Гук Иван Васильевич, подданный Голландии, служащий в её консульстве[13];
  - Дегран Альберт Иоганович, подданный Голландии, служащий в посольстве Голландии[14];
  - Дуглас Детермис Абрамович, подданный Дании, борец[15]
  - Дуглас Желумиа Абрамовна (никаких дополнительных данных не сообщено[16]);
  - Зиберт Людмила Владимировна, домохозяйка[17];
  - Зиберт Флор Сергеевич, бухгалтер[18],
  - Козлова Евгения Антоновна, служащая  фотографии «Марс»[19];
  - Криличевская Анна Фёдоровна, домохозяйка[20];
  - Кульберг Элида Ивановна, домохозяйка[21];
  - Лоберд Зинаида Осиповна (варианты фамилии: Лобер, Лоберо), бывшая артистка театра Незлобина, на момент ареста служащая письмоводитель-машинистка в консульстве Италии[22];
  - Мизикина-Гарисc Эмма Ричардовна, гражданка США, служащая Симбирского наркомпроса[23]
  - Пемеллер Георгий Васильевич, русский немец, бывший полковник РИА, заведующий сбер. кассы[24];
  - Рар Елизавета Львовна, переводчица[25];
  - Схим-Вандер Луф, подданный Голландии, служащий в консульстве Голландии[26];
  - Шапперт Генрих Иоганович, служащий в Голландском консульстве[27]
  - Шлиппе Карл Владимирович, агент по продовольствию в конторе «ДЕЭ»[28];

По сведениям на сайте ГА РФ по данному делу проходило 24 человека ("Дело: Следственное дело. Гарис-Мизикина Эмма Ричардовна, 1888 г. р.; Криличевская Анна Федоровна, 1893 г. р.; Африкян Амогол Аракелович; Барташевич Константин Игнатьевич, 1867 г. р.; Гревемюль Роберт Оттович, 1872 г. р., (всего - 24 человек)"[29]. По нашим подсчётам, если учитывать троих Гринбергов, не менее 25. Муж проходившей по этому делу А. Ф. Криличевской, Александр Михайлович Криличевский, служил в консульстве США, был арестован 26 июня 1919, то есть за 3 месяца до основной группы по делу "П-58764", приговорён "за шпионаж и контрреволюцию" к заключению в концлагерь до конца гражданской войны. 9 февраля 1920 года он по ходатайству Московского Политического Красного Креста был освобождён из Покровского лагеря. Вероятно, его дело связано с делом Гринбергов, но он проходил по другому, хотя в книге "Дорогая Екатерина Павловна" сказано, что Криличевская была "арестована по делу мужа"[30].

Из арестованных по этому делу наиболее известна афроамериканская певица и танцовщица Эмма Ричардовна Мизикина-Гарис или Emma Harris, в следственном деле записано, что она была служащей Симбирского наркомпроса, действительно незадолго перед арестом она выступала с лекциями в Симбирске, но после захвата Симбирска Чехословацким корпусом вернулась в Москву. Известно, что до и во время революции она содержала  в своей 15-комнатной квартире на Каланчевской улице пользовавшийся популярностью публичный дом. Якобы, вместе с ней в её квартире арестовали группу офицеров в ходе ликвидации Национального центра[31]. Однако среди арестованных по этому делу только один бывший офицер Г. В. Пемеллер. Вероятно, интерпретация данного дела, предложенная сотрудником радиостанции "Свобода" В. Абариновым скорее догадка, чем факт.
5. ↑  Датой смерти Р. Н. Гринберга указывается 1919 год. Однако замечание "умер в большевистской тюрьме"[32][33], по-видимому, ошибочно, так как документы ГА РФ говорят о его освобождении[6]. К такому же выводу пришёл В. Хазан[1]:123. Косвенно это подтвержается и тем, что Н. А. Гринберг не упоминается в переписке Бриков и Маяковского, живших в их квартире с осени 1920 года, ни в мемуарах М. Таловой.
6. ↑  Письмо, на которое отвечает Л. Ю. Брик неизвестно, как и контекст, почему она вдруг вспомнила о соседе по коммуналке Романе Гринберге. Но то, что его имя поставлено в один ряд с именем Юлии Григорьевны Льенар, только что приехавшей в Ригу, а затем эмигрировавшей в Париж[37], косвенно может свидетельствовать о том, что речь шла о эмиграции Гринберга. С 29 декабря 1921 по крайней мере до середины января 1922 у Брика и Маяковского на Водопьяном жил Велимир Хлебников[38]. Там же в 1922 году Маяковским и Бриком был основан ЛЕФ[39]. Втечение двух месяцев (с 27 декабря 1922 по 28 февраля 1923) Маяковский был отлучён Лилей от общения с ней и лишён права посещать квартиру в Водопьяном[40]. Двоюродная сестра Романа, Мери Талова, вспоминала: "Маяковский действительно часами стоял на противоположной стороне переулка, мешая прохожим, и неотрывно смотрел на окна. Тетя [то есть мать Романа, Фанни Исаевна] подзывала меня к окну и говорила: «Смотри, Лилька его выгнала, вот он с самого утра все стоит и стоит»[3]". За эти месяцы Маяковский написал поэму «Про это», в которой не только дважды упоминается Водопьяный переулок, его заветное жилье с Бриками, но и даже приведён подлинный номер телефона квартиры Бриков-Гринбергов "67-10"[3][41]. В письме  В. Ф. Маркову от 21 февраля 1953 года Гринберг пояснял, что знал, что в его квартире жил Хлебников[42], однако это не означает, что они были знакомы (само письмо для нас не доступно), в противном случае это позволило бы более точно датировать отъезд Гринберга за границу.
7. ↑  Первое упоминание Гринберга в парижском Камер-фурьерском журнале В. Ходасевича относится к 15 октября 1932 года[44], после этого они постоянны[45]